# Kamienica (dopływ Wisłoki)
Kamienica – potok fliszowy (do 2023 r. klasyfikowany jako typ 12 cieku), prawobrzeżny dopływ Wisłoki.
Płynie po terenie zajmowanym przez gminę Brzostek, przez Kamienicę Górną, Bączałkę, Smarżową, Siedliska-Bogusz, Gorzejową i Kamienicę Dolną. Ma charakter podgórski. Podobnie jak większość cieków w regionie, jest wcięty dość głęboko w pokrywy aluwialne.
Kamienica stanowi jednolitą część wód (JCW) o kodzie PLRW200012218569. Została uwzględniona w Ocenie jakości wód rzeki Wisłoki z roku 2005. Ustalono, że jej woda zawiera azotyny oraz fosfor, a w ocenie zagrożenia nieosiągnięcia dobrego stanu wód sklasyfikowano ją jako potencjalnie zagrożoną.
Przez most na potoku Kamienica przebiega droga krajowa nr 73. Inne mosty na Kamienicy, w ciągu dróg powiatowych nr 1317, 1318 i 1319, znajdują się w Siedliskach-Boguszy, Smarżowej, Kamienicy Górnej i Bączałce.